# آتشفشان تریالبا
آتشفشان تریالبا (به لاتین: Turrialba Volcano) یک منطقهٔ مسکونی در کاستاریکا است که در Turrialba Canton واقع شده‌است.